# Gabala polyspilalis
Gabala polyspilalis är en fjärilsart som beskrevs av Walker 1865. Gabala polyspilalis ingår i släktet Gabala och familjen trågspinnare. Inga underarter finns listade i Catalogue of Life.